# Lanfro
Lanfro (aussi Lanfuro ou Lanfero) est un woreda du centre-sud de l’Éthiopie situé dans la zone Silt'e. Ce district a 116 114 habitants en 2007 y compris les agglomérations de Tora et Mito qui se détachent du district au début des années 2020. Comme toute la zone Silt'e, le district et ses nouveaux voisins passent de la région des nations, nationalités et peuples du Sud à la région Éthiopie du Centre en août 2023.

## Situation
Limitrophe de la zone Est Shewa de la région Oromia, Lanfro forme le bord oriental de la zone Silt'e, la ville de Tora se trouvant une trentaine de kilomètres à vol d'oiseau à l'est de Worabe tandis que Mito est une vingtaine de kilomètres plus au sud.
|          | Silt'e (woreda) |                               |
| Wulbareg | Lanfro          | Adami Tullu et Jido Kombolcha |
| Sankura  | Alaba           |                               |

## Population
Le recensement national de 2007 fait état d'une population de 116 114 habitants dans le district, dont 11 % de citadins. La population urbaine se compose de 9 167 habitants à Tora et 3 280 habitants à Mito. Près de 98 % des habitants sont musulmans et 2 % sont orthodoxes.
En 2022, la population est estimée sur le même périmètre à 168 248 personnes avec une densité de population de 377 personnes par km2 et 446 km2 de superficie,.
Entre-temps, au début des années 2020, le détachement de 25 km2 au bénéfice de la ville-woreda de Tora et celui de 206 km2 au bénéfice du woreda Mito ne laissent guère que 230 km2 à Lanfro.